# Dusze czarnych
Dusze czarnych (ang. Hallelujah!) – amerykański dramat, musical wytwórni Metro-Goldwyn-Mayer w reżyserii Kinga Vidora. W filmie wystąpili m.in. Daniel L. Haynes, William Fountaine i Nina McKinney. Został zrealizowany w erze Pre-Code.
King Vidor za Dusze Czarnych był nominowany do Oscara w roku 1930.